# Campionati del mondo di aquathlon del 2013
I Campionati del mondo di aquathlon del 2013 si sono tenuti a Londra nel Regno Unito in data 22 settembre 2013.
Tra gli uomini ha vinto lo slovacco Richard Varga, mentre tra le donne la russa Irina Abysova..
La gara junior ha visto trionfare il britannico Morgan Davies e la russa Anastasia Gorbunova.
Il titolo di Campione del mondo di aquathlon della categoria under 23 è andato al britannico David Bishop. Tra le donne si è aggiudicata il titolo di Campionessa del mondo di aquathlon della categoria under 23 la neozelandese Maddie Dillon.

## Risultati

### Élite uomini
| Pos. | Nome              | Paese       | Corsa    | Nuoto    | Corsa    | Totale   |
| ---- | ----------------- | ----------- | -------- | -------- | -------- | -------- |
|      | Richard Varga     | Slovacchia  | 00:00:00 | 00:11:16 | 00:16:21 | 00:28:40 |
|      | Ivan Ivanov       | Ucraina     | 00:00:00 | 00:12:02 | 00:15:50 | 00:28:53 |
|      | Csaba Rendes      | Ungheria    | 00:00:00 | 00:11:38 | 00:16:25 | 00:29:03 |
| 4    | Richard Stannard  | Regno Unito | 00:00:00 | 00:11:37 | 00:16:36 | 00:29:11 |
| 5    | Ryosuke Yamamoto  | Giappone    | 00:00:00 | 00:11:48 | 00:16:28 | 00:29:19 |
| 6    | Tomáš Svoboda     | Rep. Ceca   | 00:00:00 | 00:12:03 | 00:16:29 | 00:29:36 |
| 7    | Ognjen Stojanović | Serbia      | 00:00:00 | 00:12:14 | 00:16:57 | 00:30:18 |
| 8    | Wesley Matos      | Brasile     | 00:00:00 | 00:12:06 | 00:17:06 | 00:30:18 |
| 9    | Neil Eddy         | Regno Unito | 00:00:00 | 00:12:06 | 00:17:21 | 00:30:35 |
| 10   | Matija Krivec     | Croazia     | 00:00:00 | 00:12:40 | 00:17:07 | 00:30:51 |
| 11   | Viktors Vovrusko  | Lettonia    | 00:00:00 | 00:12:40 | 00:17:52 | 00:31:45 |
| 12   | Matija Lukina     | Croazia     | 00:00:00 | 00:12:38 | 00:17:54 | 00:31:47 |
| 13   | Luka Paliska      | Croazia     | 00:00:00 | 00:13:13 | 00:17:34 | 00:31:49 |
| 14   | Eugen Jagušt      | Croazia     | 00:00:00 | 00:12:42 | 00:17:55 | 00:31:55 |
| 15   | Eduardo Beretta   | Brasile     | 00:00:00 | 00:13:06 | 00:17:36 | 00:31:56 |
| 16   | Gordan Petkovic   | Croazia     | 00:00:00 | 00:14:08 | 00:17:07 | 00:32:22 |
| 17   | Toni Elezović     | Croazia     | 00:00:00 | 00:12:13 | 00:19:03 | 00:32:32 |
| 18   | Ivan Jakovac      | Croazia     | 00:00:00 | 00:13:53 | 00:20:28 | 00:35:32 |

### Élite donne
| Pos. | Nome                | Paese         | Corsa    | Nuoto    | Corsa    | Totale   |
| ---- | ------------------- | ------------- | -------- | -------- | -------- | -------- |
|      | Irina Abysova       | Russia        | 00:00:00 | 00:13:02 | 00:17:38 | 00:31:46 |
|      | Claire Michel       | Belgio        | 00:00:00 | 00:13:04 | 00:17:41 | 00:31:53 |
|      | Yuliya Yelistratova | Ucraina       | 00:00:00 | 00:13:06 | 00:17:55 | 00:32:08 |
| 4    | Rebecca Clarke      | Nuova Zelanda | 00:00:00 | 00:12:18 | 00:18:50 | 00:32:14 |
| 5    | Daria Pletikapa     | Croazia       | 00:00:00 | 00:12:43 | 00:18:39 | 00:32:22 |
| 6    | Anna Burova         | Russia        | 00:00:00 | 00:13:15 | 00:18:07 | 00:32:36 |
| 7    | Elizabeth Lee       | Irlanda       | 00:00:00 | 00:14:16 | 00:17:45 | 00:33:13 |
| 8    | Maria Barrett       | Regno Unito   | 00:00:00 | 00:14:01 | 00:18:24 | 00:33:43 |
| 9    | India Lee           | Regno Unito   | 00:00:00 | 00:13:57 | 00:18:39 | 00:33:44 |
| 10   | Flavia Fernandes    | Brasile       | 00:00:00 | 00:13:06 | 00:20:44 | 00:35:00 |
| 11   | Perina Šiljeg       | Croazia       | 00:00:00 | 00:13:17 | 00:22:15 | 00:36:47 |
| 12   | Sonja Skevin        | Croazia       | 00:00:00 | 00:13:48 | 00:22:37 | 00:37:51 |
| 13   | Maja Bonačić        | Croazia       | 00:00:00 | 00:15:40 | 00:21:39 | 00:38:46 |

### Junior Uomini
| Pos. | Nome              | Paese       | Corsa    | Nuoto    | Corsa    | Totale   |
| ---- | ----------------- | ----------- | -------- | -------- | -------- | -------- |
|      | Morgan Davies     | Regno Unito | 00:00:00 | 00:11:46 | 00:16:37 | 00:29:28 |
|      | Matthew Baker     | Australia   | 00:00:00 | 00:11:46 | 00:17:25 | 00:30:17 |
|      | James Teagle      | Regno Unito | 00:00:00 | 00:12:17 | 00:16:59 | 00:30:25 |
| 4    | Vojtech Sommer    | Rep. Ceca   | 00:00:00 | 00:12:24 | 00:17:40 | 00:31:12 |
| 5    | Jaka Kaplan       | Slovenia    | 00:00:00 | 00:12:36 | 00:17:44 | 00:31:28 |
| 6    | Fergus Roberts    | Regno Unito | 00:00:00 | 00:12:40 | 00:17:41 | 00:31:32 |
| 7    | George Goodwin    | Regno Unito | 00:00:00 | 00:13:11 | 00:18:10 | 00:32:28 |
| 8    | Tin Kaurić        | Croazia     | 00:00:00 | 00:12:34 | 00:20:05 | 00:34:03 |
| 9    | Maksim Marinov    | Croazia     | 00:00:00 | 00:13:27 | 00:20:13 | 00:34:47 |
| 10   | Romulo De Menezes | Brasile     | 00:00:00 | 00:14:20 | 00:20:14 | 00:35:48 |
| 11   | Luka Komić        | Croazia     | 00:00:00 | 00:14:20 | 00:20:56 | 00:37:28 |

### Junior Donne
| Pos. | Nome                        | Paese         | Corsa    | Nuoto    | Corsa    | Totale   |
| ---- | --------------------------- | ------------- | -------- | -------- | -------- | -------- |
|      | Anastasia Gorbunova         | Russia        | 00:00:00 | 00:12:19 | 00:19:19 | 00:32:43 |
|      | Elise Salt                  | Nuova Zelanda | 00:00:00 | 00:13:16 | 00:18:35 | 00:32:52 |
|      | Ffion-haf Harrett           | Regno Unito   | 00:00:00 | 00:13:02 | 00:19:24 | 00:33:32 |
| 4    | Maria Cristina Farez Pucha  | Ecuador       | 00:00:00 | 00:13:10 | 00:19:32 | 00:33:47 |
| 5    | Florie Mcleish              | Regno Unito   | 00:00:00 | 00:13:04 | 00:19:41 | 00:33:48 |
| 6    | Tamyres Domingos            | Brasile       | 00:00:00 | 00:15:00 | 00:21:32 | 00:37:45 |
| 7    | Uxue Berruete               | Spagna        | 00:00:00 | 00:14:14 | 00:23:00 | 00:38:29 |
| 8    | Taynara Bonetti Da Silveira | Brasile       | 00:00:00 | 00:17:28 | 00:29:44 | 00:48:34 |

### Under 23 uomini
| Pos. | Atleta          | Paese         | Corsa    | Nuoto    | Corsa    | Totale   |
| ---- | --------------- | ------------- | -------- | -------- | -------- | -------- |
|      | David Bishop    | Regno Unito   | 00:00:00 | 00:12:10 | 00:16:47 | 00:29:56 |
|      | Martin Matusek  | Slovacchia    | 00:00:00 | 00:12:16 | 00:17:01 | 00:30:22 |
|      | Matija Meden    | Slovenia      | 00:00:00 | 00:12:01 | 00:17:10 | 00:30:25 |
| 4    | Douglas Roberts | Regno Unito   | 00:00:00 | 00:12:18 | 00:17:45 | 00:31:24 |
| 5    | Simon Brunovsky | Slovacchia    | 00:00:00 | 00:12:39 | 00:18:06 | 00:31:51 |
| 6    | Andre Lemmi     | Brasile       | 00:00:00 | 00:13:03 | 00:17:50 | 00:32:10 |
| 7    | Cameron Todd    | Nuova Zelanda | 00:00:00 | 00:12:36 | 00:19:02 | 00:32:46 |

### Under 23 donne
| Pos. | Atleta            | Paese         | Corsa    | Nuoto    | Corsa    | Totale   |
| ---- | ----------------- | ------------- | -------- | -------- | -------- | -------- |
|      | Maddie Dillon     | Nuova Zelanda | 00:00:00 | 00:13:12 | 00:18:16 | 00:32:29 |
|      | Anastasia Uvarova | Bielorussia   | 00:00:00 | 00:13:17 | 00:18:53 | 00:33:20 |
|      | Pauline Purro     | Svizzera      | 00:00:00 | 00:13:03 | 00:19:37 | 00:33:46 |
| 4    | Hannah Kitchen    | Regno Unito   | 00:00:00 | 00:13:19 | 00:19:26 | 00:33:53 |
| 5    | Nicole Raymond    | Regno Unito   | 00:00:00 | 00:13:16 | 00:19:44 | 00:34:13 |